# Sylter Inselbahn
|                                                          |     | Fähre                          |                                |
| Kopfbahnhof Streckenanfang (Strecke außer Betrieb)       | 0,0 | Munkmarsch Fährhafen/Mole      | Munkmarsch Fährhafen/Mole      |
| Haltepunkt / Haltestelle (Strecke außer Betrieb)         | 1,5 | Lornsenhain                    | Lornsenhain                    |
| Abzweig geradeaus und von rechts (Strecke außer Betrieb) |     | Nordbahn von List              | (s. u.)                        |
| Bahnhof (Strecke außer Betrieb)                          | 4,2 | Westerland Inselbahnhof Nord 1 | Westerland Inselbahnhof Nord 1 |
| Strecke (außer Betrieb)                                  |     | Nordbahn nach Westerland       | (s. u.)                        |

| Betriebs-/Güterbahnhof Streckenanfang (Strecke außer Betrieb) | 17,4 | List Hafen/Dorf                | List Hafen/Dorf                |
| Bahnhof (Strecke außer Betrieb)                               | 16,2 | List                           | List                           |
| Haltepunkt / Haltestelle (Strecke außer Betrieb)              | 13,3 | Westerheide/Blidsel            | Westerheide/Blidsel            |
| Haltepunkt / Haltestelle (Strecke außer Betrieb)              | 10,8 | Klappholttal                   | Klappholttal                   |
| Bahnhof (Strecke außer Betrieb)                               | 8,9  | Vogelkoje                      | Vogelkoje                      |
| Bahnhof (Strecke außer Betrieb)                               | 6,1  | Kampen                         | Kampen                         |
| Bahnhof (Strecke außer Betrieb)                               | 4,1  | Wenningstedt                   | Wenningstedt                   |
| Abzweig geradeaus und von links (Strecke außer Betrieb)       |      | Ostbahn nach Munkmarsch        | (s. o.)                        |
| Haltepunkt / Haltestelle (Strecke außer Betrieb)              | 1,1  | Westerland Tonderner Straße    | Westerland Tonderner Straße    |
| Bahnhof (Strecke außer Betrieb)                               | 0,6  | Westerland Inselbahnhof Nord 1 | Westerland Inselbahnhof Nord 1 |
| Bahnhof (Strecke außer Betrieb)                               | 0,0  | Westerland Reichsbahnhof 2     | Westerland Reichsbahnhof 2     |
| Strecke (außer Betrieb)                                       |      | Südbahn nach Hörnum            | (s. u.)                        |

| Strecke (außer Betrieb)                                                                              |      | Nordbahn nach List         | (s.o)                      |
| Bahnhof (Strecke außer Betrieb)                                                                      | 0,0  | Westerland Reichsbahnhof 2 | Westerland Reichsbahnhof 2 |
| Betriebs-/Güterbahnhof Streckenanfang (Strecke außer Betrieb) · Strecke (außer Betrieb)              |      | Westerland Südbahnhof      | Westerland Südbahnhof      |
| Verschwenkung nach links (Strecke außer Betrieb) · Verschwenkung nach rechts (Strecke außer Betrieb) |      |                            |                            |
| Haltepunkt / Haltestelle (Strecke außer Betrieb)                                                     | 2,9  | Dikjen-Deel                | Dikjen-Deel                |
| Haltepunkt / Haltestelle (Strecke außer Betrieb)                                                     | 4,2  | Haus Hanna                 | Haus Hanna                 |
| Haltepunkt / Haltestelle (Strecke außer Betrieb)                                                     | 6,3  | Rantum-Seeheim             | Rantum-Seeheim             |
| Bahnhof (Strecke außer Betrieb)                                                                      | 7,0  | Rantum                     | Rantum                     |
| Haltepunkt / Haltestelle (Strecke außer Betrieb)                                                     | 8,6  | Samoa                      | Samoa                      |
| Haltepunkt / Haltestelle (Strecke außer Betrieb)                                                     | 10,8 | Sansibar                   | Sansibar                   |
| Haltepunkt / Haltestelle (Strecke außer Betrieb)                                                     | 12,3 | Puan Klent                 | Puan Klent                 |
| Haltepunkt / Haltestelle (Strecke außer Betrieb)                                                     | 16,2 | Hörnum-Nord                | Hörnum-Nord                |
| Bahnhof (Strecke außer Betrieb)                                                                      | 18,2 | Hörnum (Dorf)              | Hörnum (Dorf)              |
| Betriebs-/Güterbahnhof Streckenende (Strecke außer Betrieb)                                          | 18,8 | Hörnum Seebrücke/Hafen     | Hörnum Seebrücke/Hafen     |

Die Sylter Inselbahn, im Volksmund auch Rasende Emma genannt, war eine Schmalspurbahn mit 1000 mm Spurweite, die von 1888 bis 1970 auf der nordfriesischen Insel Sylt in Betrieb war.

## Ostbahn
Die Ostbahn führte nördlich der Ost-West-Achse der Insel vom damaligen Fährhafen Munkmarsch an der Ostküste bis zur Stadt Westerland. Die Fahrt auf der Ostbahn dauerte 1921 laut Fahrplan zwölf Minuten.
Die Abfahrtszeiten der Züge waren abhängig vom Fahrplan der Fährschiffe, die tidenabhängig verkehrten. In den Wintermonaten ruhte der Bahnverkehr weitgehend.
Bis zur Eröffnung des Hindenburgdamms 1927 wurde ein Großteil des Seebäderverkehrs über die Marschbahn bis Hoyerschleuse und weiter nach Westerland mit dieser Bahn abgewickelt. Danach nahm der Verkehr drastisch ab.

## Nordbahn
Die Nordbahn erschloss die Ortschaften nördlich von Westerland. Die Strecke führte überwiegend über den Geestrücken der Insel sowie durch Dünengebiete. Wichtige Ortschaften an der damaligen Strecke sind Wenningstedt, Kampen und der Endbahnhof List. Bis 1937 befand sich der Lister Bahnhof etwa in Höhe der späteren Drehscheibe, rund 500 Meter südlich des Hafens. Wegen militärischer Bautätigkeit in diesem Gebiet musste der Bahnhof rund 1200 Meter weiter nach Süden auf den Streckenkilometer 16,2 verlegt werden. Zwei Anschlussstrecken zur Sylter Nordspitze, dem nordwestlichen Listland und dem Ellenbogen, dienten militärischen Zwecken. Die Fahrtzeit zwischen Westerland und List betrug im Jahr 1950 planmäßig 41 Minuten.

## Südbahn
Die Südbahn wurde Anfang des 20. Jahrhunderts errichtet, um die am damals neu erbauten Hörnumer Anleger ankommenden Passagiere bequem nach Westerland zu befördern. Seit ihrer Eröffnung 1901 begründete sie wesentlich den Badeverkehr nach Westerland. Sie erschloss auf ihrer Strecke die Ortschaften südlich von Westerland, insbesondere Rantum und Hörnum. Die Trasse verlief überwiegend durch Dünengebiete. Bis 1935 war die Südbahn die einzige Verbindung nach Hörnum; befestigte Straßen existierten lediglich bis Rantum. Somit diente die Südbahn auch der Versorgung der südlichen Insel mit Waren und Gütern des täglichen Bedarfs. Die Fahrzeit der Personenzüge zwischen Westerland und Hörnum betrug 1950 planmäßig 42 Minuten.

## Heutige Nutzung
Ein Großteil der alten Bahntrasse dient heute als Rad- und Wanderweg, der die gesamte Insel in Nord-Süd-Richtung erschließt und auch für den jährlich stattfindenden Syltlauf von Hörnum nach List genutzt wird. Die ehemalige Ostbahn führte zu einem großen Teil über das Gelände des heutigen Flughafens Sylt und ist nach umfassenden Baumaßnahmen auf diesem Gelände nicht mehr zu erkennen. Die Anschlussgleise und Strecken der Wehrmacht sind ebenfalls ausnahmslos zurückgebaut, so dass heute nur noch in einigen Fällen ansatzweise der damalige Verlauf dieser Stichstrecke erkennbar ist. Vom ZOB Westerland in nordöstliche Richtung verläuft auf der ehemaligen Trasse seit Ende der 1970er Jahre die nach der Inselbahn benannte Straße Bahnweg.

## Gebäude
Entlang der Strecken gab es zahlreiche Bahnhöfe und Haltepunkte. Massive Empfangsgebäude gab es an der Südbahn nur an den Endpunkten in Westerland – der Südbahnhof und später der Reichsbahnhof – und in Hörnum. An der Nordbahn gab es, außer an den Endpunkten in Westerland und List, massive Bahnhofsgebäude in Kampen und Wenningstedt. Alle übrigen Haltepunkte mussten ohne feste Bauwerke auskommen. Teilweise dienten umgebaute ehemalige Personenwagen als Wartehäuschen.
Ferner gab es einen weitläufigen Betriebshof mit Ausbesserungswerk und Werkstätten auf dem Gelände nordöstlich des Nordbahnhofes (alter Ostbahnhof) in Westerland.
Die damaligen Empfangsgebäude der Bahn sind nicht mehr erhalten. Zuletzt wurden 2004 das ehemalige Empfangsgebäude des Bahnhofs Kampen und 2006 das ehemalige Bahnhofsgebäude in List abgerissen. Von den Betriebsgebäuden ist lediglich ein ehemaliger zweiständiger Lokschuppen im Bereich der ehemaligen Drehscheibe in List erhalten; er wird heute als Werkstatt und Lagerhalle genutzt. Reste des Gleisbettes finden sich heute noch an einem alten Bahnübergang auf der Zufahrtsstraße des Jugendheims Puan Klent. An der Stelle des ehemaligen Bahnhofs Hörnum sind noch die Bahnsteigkante sowie der Plattenbelag des ehemaligen Bahnsteiges gut zu erkennen. Ebenfalls ein Stück der Bahnsteigkante ist entlang des Radwegs in Höhe des ehemaligen Bahnhofs Kampen erhalten geblieben.
Das Warnschild Vorsicht an der Bahnsteigkante wurde abmontiert.
Das Empfangsgebäude des Südbahnhofs in Westerland hatte nach dem Ende seiner ursprünglichen Nutzung in den 1920er Jahren eine wechselvolle Geschichte. Zunächst fand in seinen Räumen das so genannte Meeresmuseum sein Quartier. Von den 1940er Jahren bis Ende der 1970er Jahre beherbergte es das Restaurant Sylter Hahn. 1979 wurde das Gebäude abgerissen. An seiner Stelle befindet sich nun ein Parkplatz.

## Geschichte

### Die Ostbahn
Die Sylter Badedirektion nahm die sogenannte Ostbahn als erste Eisenbahnstrecke der Insel am 8. Juli 1888 in Betrieb; sie befuhr zunächst nur in den Sommermonaten die etwa 4,2 Kilometer lange Strecke von Westerland, dem Hauptort und wichtigsten Seebad der Insel, zum Hafen Munkmarsch an der Ostküste der Insel. Von dort unterhielt die 1883 gegründete Sylter Dampfschiffahrtsgesellschaft eine Fährverbindung nach Hoyerschleuse im damals deutschen Nordschleswig. Der Hafen von Hoyer war ab 1887 durch eine Pferdekutschenverbindung, ab 1892 über ein Anschlussgleis mit der Zweigstrecke der Marschbahn über Tondern und Husum nach Altona verbunden. Diese Bahn brachte überwiegend Badegäste und Versorgungsgüter vom Anleger in die Inselmetropole; befestigte Straßen gab es damals auf der Insel noch nicht.

Die Ostbahn in der Munkmarscher Heide 1894

In einer zeitgenössischen Beschreibung durch Eisenbahn-Betriebsdirektor Emil Kurth aus Flensburg, den Erbauer der Bahn, wird der Bahnverlauf wie folgt beschrieben:
„Die Sylter Dampfspurbahn beginnt unmittelbar an der Anlegebrücke bei Munkmarsch, woselbst die Dampfschiffe anlaufen, welche die Kurgäste der Insel zuführen. Von diesem Anfangspunkte gelangt die Bahn zunächst zu den nahe gelegenen Gleisen dem Umsetzen der Maschine, verlässt diese Station mit einer Curve (sic) von 100 m. Radius, mit welcher der Mühlenberg umschritten wird und läuft alsdann in möglichst gerader Richtung auf Westerland zu, woselbst sie vor dem Kurhaus endet. Inzwischen fährt die Bahn in km 1,5 am sogenannten Lornsenhain vorüber, woselbst ein facultativer Haltepunkt vorhanden ist. Die Bahn ist 4,2 km lang und es kommen nur 7 Curven vor, von welchen die schärfste 100 m., die übrigen 150–500 m. Radius haben. Die Maximalsteigung beträgt 1:50 auf 520 m. Länge; im Uebrigen ist die Bahn fast horizontal bis kurz vor Westerland, woselbst noch eine größere Steigung von 1:65 auf 340 m. Länge zu überwinden ist. Die Spurweite ist zu 1 m. gewählt.“
Auf dem Gelände des Fährhafens Munkmarsch befand sich ein Wartesaal im Fährhaus des Postschiffers, daneben ein hölzerner Pavillon als Wetterschutz. In Westerland entstand neben einem mehrfach ausgebauten Kleinbahnhof ein einfacher Betriebshof mit einem im Jahr 1892 errichteten zweiständigen Lokschuppen, sowie einer Werkstattbaracke. Der Westerländer Bahnhof lag in unmittelbarer Nachbarschaft zum damaligen touristischen Zentrum des Seebades, dem Conversationshaus, dem späteren Kurhaus am östlichen Ende der Strandstraße. In den ersten beiden Jahren ihres Bestehens befanden sich Warteraum und Fahrkartenverkauf in den Räumen des Conversationshauses, bis im Frühjahr 1890 das erste Bahnhofsgebäude eingeweiht werden konnte.
Die Bahn wurde vorwiegend saisonal betrieben. Wenn nach dem Ende der Sommersaison im September die Badegäste die Insel verlassen hatten, verkehrte die Bahn ebenso wie das Postschiff zum Festland nur noch sporadisch. Um die Betriebskosten zu senken, wurde im Winter zeitweise ein Pferd vor den Personenwagen gespannt und diese Bahn als Pferdebahn betrieben.
Als der erste Eigentümer der Bahn sich 1892 zur Ruhe setzte, kaufte der langjährige Betriebsleiter Emil Kurth die Dampfspurbahn, die Stadt Westerland übernahm die Baderechtsame. Die Zahl der Badegäste stieg.
Während des Ersten Weltkrieges wurde im Jahr 1916 in Höhe des Haltepunktes Lornsenhain (auch Viktoria-Hain) ein Abzweig von der Ostbahn bis an den westlichen Ortsrand von Keitum verlegt, wo im Café Nielsen ein Luftwaffen-Lazarett eingerichtet war. Diese Strecke und die hölzernen Stationsgebäude südwestlich der Kirche St. Severin wurden jedoch kaum genutzt und nach sechs Jahren komplett abgebaut.
Nachdem die Insel mit der Einweihung des Hindenburgdammes am 1. Juni 1927 den Anschluss an das Schienennetz der Deutschen Reichsbahn gefunden hatte, wurde die Postschiffsverbindung von Hoyer-Schleuse nach Munkmarsch eingestellt. Damit wurde auch die alte Ostbahn zwischen Munkmarsch und Westerland überflüssig, die daraufhin ebenfalls ihren Betrieb einstellte. Die Strecke wurde schließlich im Jahr 1931 bei der Erweiterung des Flughafens vollständig abgebaut. Das Rollmaterial fand zu großen Teilen auf den Strecken der Nordbahn Verwendung oder wurde auf der Insel verschrottet.

### Süd- und Nordbahn

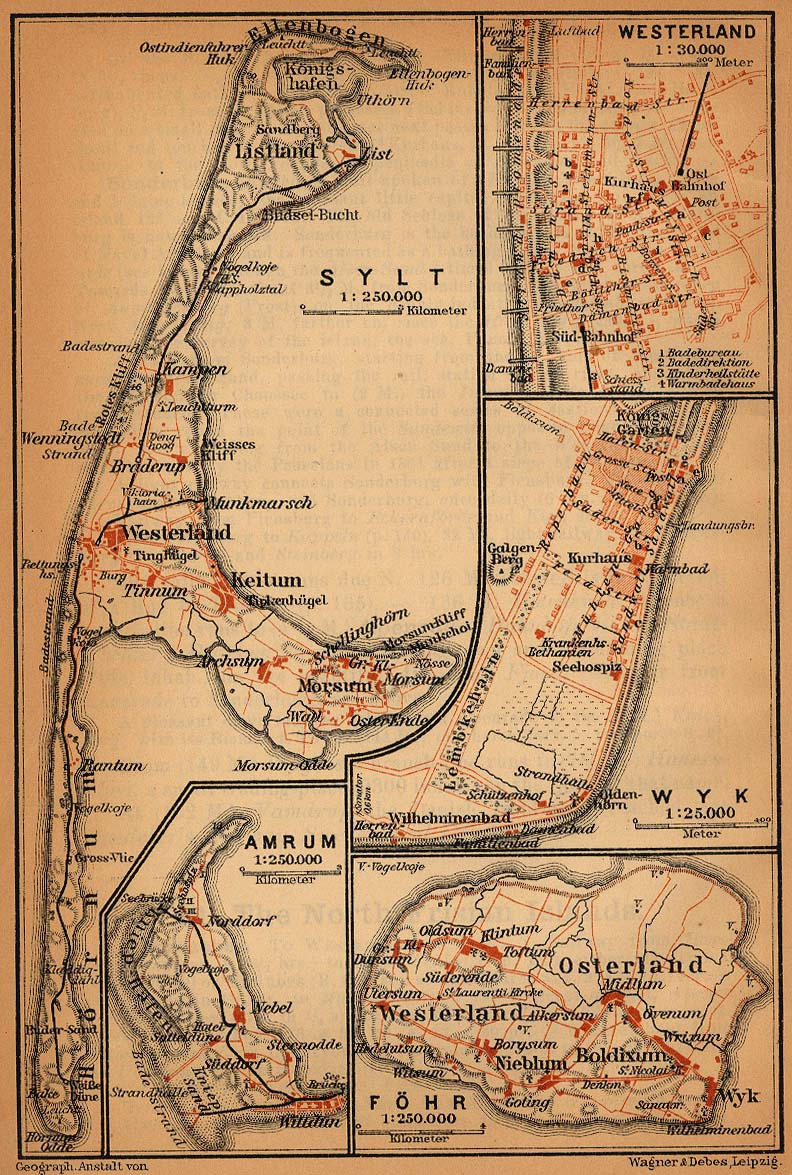
Übersicht der Inselbahntrassen auf Sylt im Jahr 1910

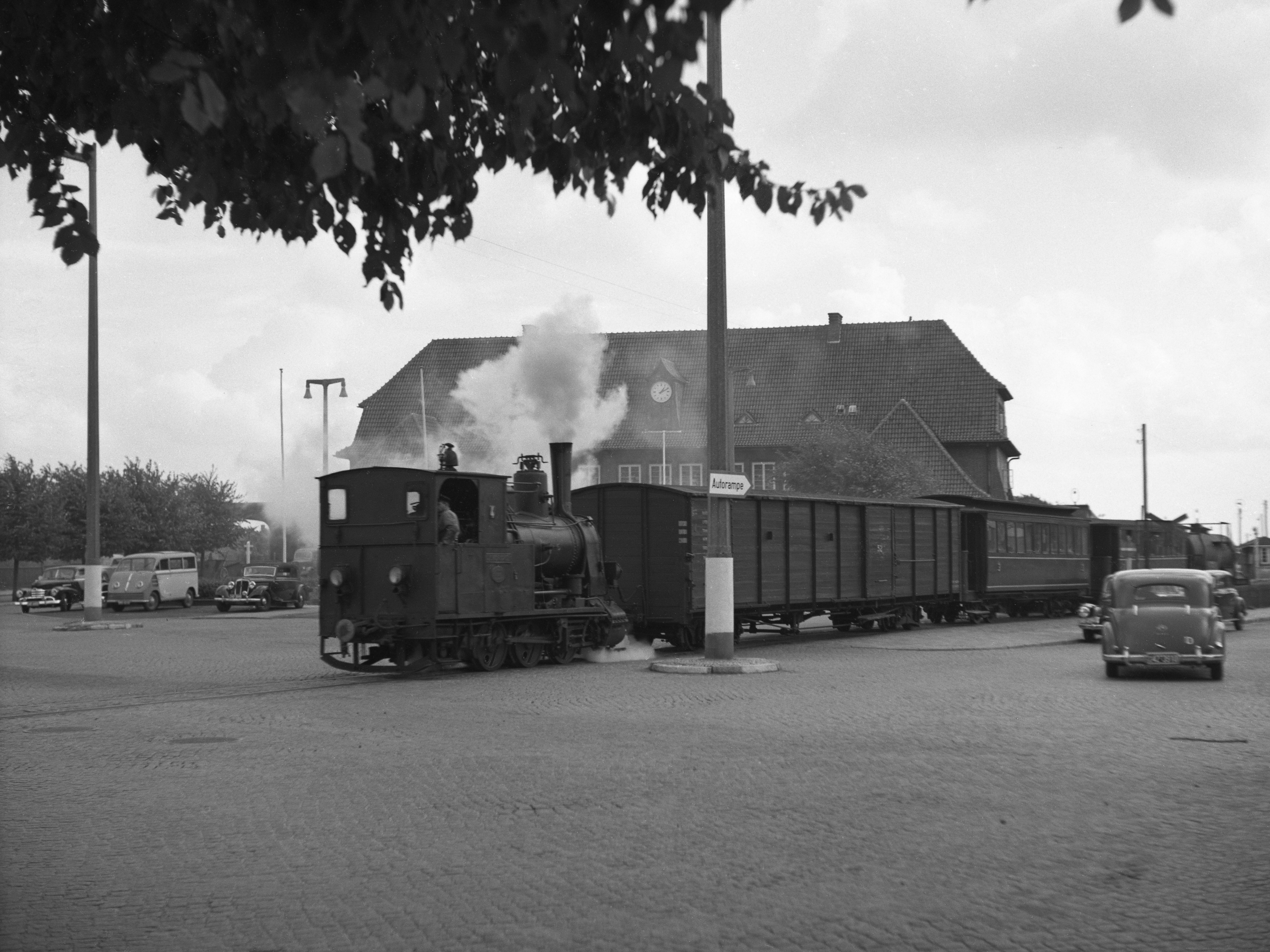
Dampfzug der Inselbahn am 3. September 1953 (Bahnhof Westerland)

Zunächst wurde der Anleger in Munkmarsch von der HAPAG mit Dampfern von Hamburg bedient. Allerdings mussten die Badegäste wegen der Untiefen im Watt umständlich mit kleinen Booten nach Munkmarsch übersetzen. Auch wegen der Tidenabhängigkeit des Fahrplans verlegte die HAPAG ihre Anlegestelle an die Südspitze von Sylt, wo sie eine tidenunabhängige Seebrücke errichtete.
Nach der Jahrhundertwende, am 1. Juli 1901, eröffnete die HAPAG die 14½ Kilometer lange „Südbahn“ von der Landungsbrücke Hörnum nach Westerland Südbahnhof, wo ein großer Lokomotiv- und Wagenschuppen sowie ein hölzernes Empfangsgebäude errichtet wurden, das 1903 durch einen steinernen, repräsentativen Bau ersetzt wurde. In Hörnum endete das Gleis auf der eisernen Landungsbrücke. Auch dieser Endpunkt erhielt einen kleinen Lokschuppen sowie ein Empfangsgebäude, das 1903 durch einen aufwändigeren Bau ersetzt wurde. Die Verbindung von Hamburg nach Sylt nahm so nur noch einen Tag in Anspruch und bot in Hamburg Anschluss an die Schnellzüge nach Berlin, Köln und Frankfurt. Diese neue Verbindung brachte einen Gästeboom für die Insel Sylt. Um den zumeist wohlhabenden Gästen den von den Schiffen gewohnten hohen Komfort bieten zu können, setzte die Südbahn von Beginn an vierachsige Wagen mit einer gehobenen Ausstattung ein.
Schließlich nahm die „Sylter Dampfspurbahn“ am 7. Juli 1903 die Nordbahnstrecke von Westerland in den Norden zunächst bis Kampen in Betrieb und erweiterte sie am 1. Juni 1908 mit insgesamt 17½ Kilometern Länge bis nach List, wo die Wassertiefe stabiler war als im Fährhafen Munkmarsch. Im Jahre 1910 erwarb die „Sylter Dampfschiffahrtsgesellschaft“ Ost- und Nordbahn, übereignete sie aber 1926 der 1923 gegründeten „Sylter Inselbahn AG“. Diese war ab 1929 auch Betriebsführer der „Südbahn“. Eine Gleisverbindung beider Bahnen war bereits aus militärtaktischen Überlegungen während des Ersten Weltkrieges 1917 hergestellt worden. Am 10. Oktober 1923 wurde ein gemeinsamer Kleinbahnhof in Betrieb genommen. Das Schienennetz besaß eine Ausdehnung von 35,7 Kilometern. Im Winter 1921/22 wurde der Hörnumer Anleger durch Eisgang zerstört und sofort neu errichtet.
Im Jahr 1927 entstand unmittelbar westlich des neuen „Reichsbahnhofs Westerland“ ein Kleinbahnhof als neuer zentraler Umsteigebahnhof der Süd- und Nordbahn zu den Zügen der Reichsbahn. Bis zum Ende der Bahn blieb dieser als wichtigster Verkehrsknotenpunkt der Insel bestehen.
Nach dem Beginn des Zweiten Weltkrieges dienten alle Inselbahnen überwiegend militärischen Zwecken, nicht nur der Marine, sondern auch der Luftwaffe. Das Deutsche Reich übernahm die Inselbahnen auf Sylt formal am 1. Januar 1940 und verwaltete sie durch die Reichsvermögensstelle in Kiel.
Nach dem Krieg wurde die Bahn zunächst treuhänderisch von der Oberfinanzdirektion in Kiel verwaltet. 1954 veräußerte die Bundesrepublik die Sylter Inselbahnen an die 1952 von Ruy Prahl gegründete Sylter Verkehrsgesellschaft GmbH (SVG). Diese betrieb ihre beiden Strecken ab 1957 aus wirtschaftlichen Gründen auf der Grundlage einer Konzession nach der Straßenbahn-Bau- und Betriebsordnung (BOStrab), obwohl ihnen die typischen Merkmale einer Straßenbahn, wie Schienen im Straßenraum und ein elektrischer Betrieb, fehlten. So waren aber der Verzicht auf feste Signalanlagen und das Fahren auf Sicht möglich. Im Zusammenhang mit der neuen Rechtslage wurde ferner der Güterverkehr eingestellt sowie die Stationen mit den bekannten grün-gelben Haltestellensymbolen gemäß dem Verkehrszeichen 224 der Straßenverkehrsordnung nachgerüstet.

### Einflüsse des Militärs
Während der beiden Weltkriege ergänzte deutsches Militär dieses Streckennetz um viele Kilometer, um ihre oft abgelegenen Lager und Geschützstellungen anzubinden. So wurden etwa das Listland und der gesamte Ellenbogen mit einem Schienennetz und zahlreichen Anschlussgleisen versehen. Diese Strecken wurden jedoch unmittelbar nach dem Ende des Zweiten Weltkriegs wieder vollständig abgebaut. Die Wehrmacht verfügte auch über eigene Schienenfahrzeuge, so wurden von ihr u. a. Dieseltriebwagen wie der Wismarer Schienenbus, das so genannte Schweineschnäuzchen, oder Draisinen zum Transport von Material und Personal eingesetzt. In den 1950er Jahren fielen diese Bestände an die Sylter Inselbahn, die verwertbare Fahrzeuge einsetzte, beschädigte oder unbrauchbare Fahrzeuge ausschlachtete oder an andere Bahnen verkaufte.
Weitgehend parallel zur Inselbahntrasse ließ die Luftwaffe durch den Reichsarbeitsdienst 1939 zur Versorgung ihres Seefliegerhorstes am Rantum-Becken eine normalspurige Eisenbahntrasse errichten, die im Ortsbereich Tinnum von der Marschbahnstrecke abzweigte. Pläne der Wehrmacht, anstelle der Inselbahn die gesamte Insel in Nord-Süd-Richtung mit dieser normalspurigen Trasse zu erschließen, wurden wegen des Kriegsausbruches 1939 als nicht kriegswichtig verworfen.

### Die 1950er Jahre

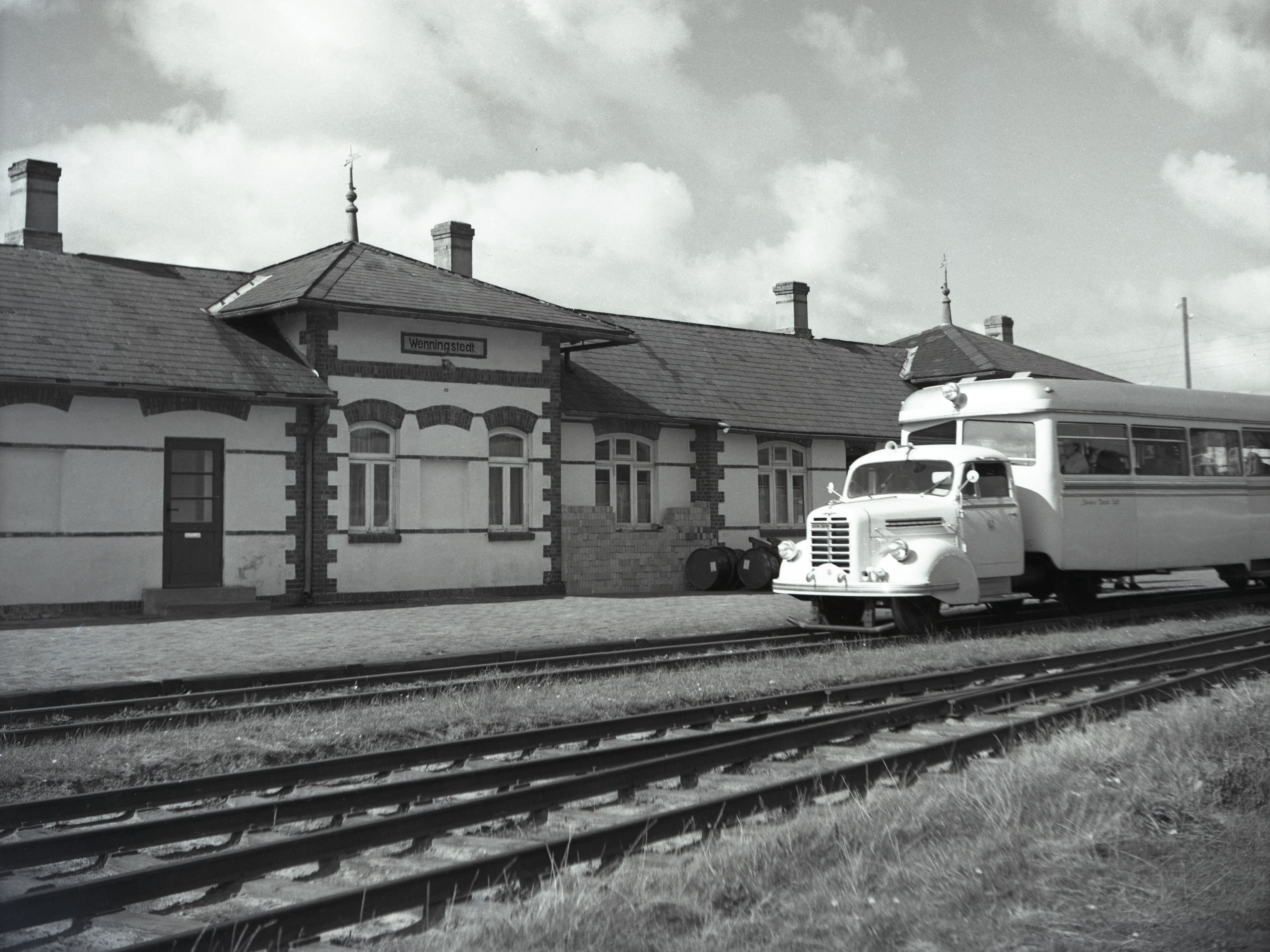
Leichttriebwagen am 5. September 1953 in Wenningstedt

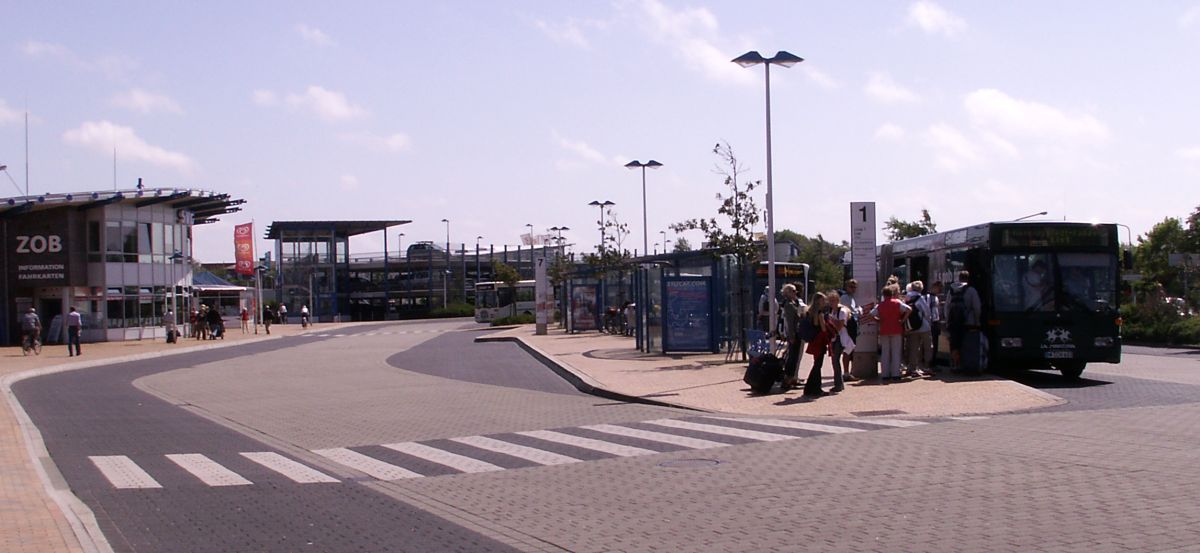
Der Bus ersetzte die Bahn – ZOB auf dem Gelände des früheren Inselbahnhofs

In den 1950er Jahren erlebte die Inselbahn mit dem wieder einsetzenden Tourismus der Wirtschaftswunderzeit einen erneuten Aufschwung. In den Jahren 1952 bis 1954 wurden fünf Borgward-Lkw-Sattelschlepper angeschafft und in eigener Werkstatt zum Schienenfahrzeug umgebaut und mit selbst konstruierten Schienenbus-Aufliegern ausgestattet. Danach wurden sie als Leichttriebwagen (LT) eingesetzt (siehe auch Sattelzugomnibus). Hintergrund dieser Eigenentwicklung war die Tatsache, dass sich die zugekauften Triebwagen oftmals als zu schwer für die in den losen Sand verlegten Gleise oder als zu lang für die engen Kurvenradien erwiesen. Die mit 90 PS starken Borgward-Dieselmotoren ausgestatteten Sattelzüge boten bei einer Gesamtlänge (Länge über Puffer, LüP) von 14,4 m in ihrem Personenauflieger 88 Plätze für Passagiere, davon 53 Sitzplätze. Zusätzlich konnten zur Steigerung der Kapazität Personen- oder Gepäckwagen angehängt werden.
Neben diesen Leichttriebwagen verrichteten einige zumeist gebraucht angeschaffte Triebwagen, Draisinen, Lokomotiven und Anhänger auf der Insel ihren Dienst.

### Der Niedergang

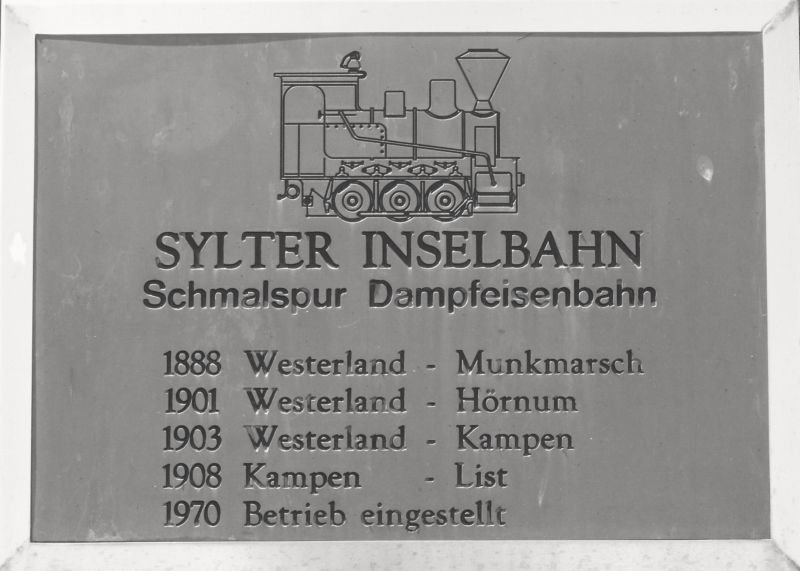
Gedenktafel

Den Siegeszug des Individualverkehrs auf Sylt konnte dies jedoch auch nicht aufhalten. Gegen Ende der 1960er Jahre war das Passagieraufkommen vor allem auf der Südbahn stark zurückgegangen, so dass die Bahn lediglich in den touristisch starken Sommermonaten Juni bis August weitgehend kostendeckend betrieben werden konnte. Eine dringend notwendige Modernisierung des gesamten Streckennetzes sowie des eingesetzten Rollmaterials wurde wegen der unzureichenden Wirtschaftlichkeit des Betriebes verworfen; man entschied sich, den Schienenbetrieb aufzugeben und Omnibusse einzusetzen.
So wurde die Südbahn im November des Jahres 1969 stillgelegt; die Stilllegung der Nordbahn folgte am 29. Dezember 1970. Den Personenverkehr auf der Insel übernahmen nun Busse der Sylter Verkehrsgesellschaft (SVG). Heute gehört die SVG dem Reeder Sven Paulsen, der außerdem mit seiner Adler-Reederei Ausflugsschiffe auf Nord- und Ostsee betreibt. Eine Wiederinbetriebnahme wurde oft diskutiert, erscheint aber heute trotz des teilweise problematischen Ausmaßes des motorisierten Individualverkehrs in der Hochsaison als unwahrscheinlich.

## Die Fahrzeuge
Die Ostbahn verfügte zunächst über zwei, später über vier Dampflokomotiven. Nach Ende des Betriebes auf der Ostbahn wurden diese auf der Nordbahn eingesetzt. Zusammen mit den sechs eigenen Lokomotiven betrieb die Nordbahn nun zehn Maschinen. Bei der Südbahn waren von Beginn an vier Dampflokomotiven im Einsatz. Die von Dampflokomotiven gezogenen Wagenzüge prägten das Bild der Sylter Bahnen bis in die 1940er Jahre. Nach Ende des Zweiten Weltkrieges wurden die Dampflokomotiven nach und nach von Diesellokomotiven bzw. vor allem durch Dieseltriebwagen abgelöst. Seit der Nachkriegszeit bot sich so ein buntes Bild an Dieseltriebwagen und Dieseldraisinen sowie unterschiedlichsten Personen- und Gepäckwagen. Herkunft, Motorisierung und Ausstattung der Dieseltriebwagen waren vielfältig, da neben ehemaligen Wehrmachtsfahrzeugen aus Beständen des Seefliegerhorsts List, u. a.  zwei Wismarer Schienenbussen, Triebwagen von unterschiedlichen Kleinbahnen angekauft wurden, darunter zwei Triebwagen Typ Schleswig. Häufig wurden Umbauten durchgeführt, so dass es bis zur Einstellung des Betriebes kein einheitliches Bild des Fuhrparks der Inselbahn gab. Dazu kamen die fünf schon erwähnten und komplett in Eigenregie auf Borgward-LKW-Fahrgestellen aufgebauten Leichttriebwagen.
In den späten Jahren der Bahn kamen nahezu ausschließlich diese Leichttriebwagen zum Einsatz.
Es ist lediglich der Leichttriebwagen LT 4 erhalten geblieben, der bis 2013 im Hannoverschen Straßenbahn-Museum in Sehnde-Wehmingen abgestellt war. Der Geschäftsführer der Sylter Adler-Schiffe GmbH erwarb das Fahrzeug, um es zu restaurieren.
Der übrige Fuhrpark der Bahn ist entweder auf Sylt verschrottet oder an andere Insel- bzw. Museumsbahnen abgegeben worden. So verkehrten lange Zeit ehemalige Sylter Fahrzeuge bei der Juister Inselbahn oder sind, wie etwa SVG Kesselwagen Nr. 1002, heute noch bei der Selfkantbahn im Einsatz. Beim Deutschen Eisenbahn-Verein (DEV) in Bruchhausen-Vilsen (Niedersachsen) befindet sich der von der Rendsburger Kreisbahn erworbene T23 (DEV T 43) abgestellt in der Wagenhalle, auch er wartet noch auf seine Restaurierung. Vor dem Westerländer DB-Bahnhof erinnert eine Tafel vor zwei Achsen eines Borgward-Leichttriebwagens (LT) auf einem kleinen Stück Gleisbett noch an diese Bahn.